# Achat-Dschami-Moschee
Die Achat-Dschami-Moschee (ukrainisch Мечеть Ахать Джамі Metschet Achat Dschami) befindet sich im Nordwesten der ukrainischen Stadt Donezk. Ihren Namen trägt sie zu Ehren von Achat Hafizovych Bragin, einem Unternehmer und ehemaligen Präsidenten des Fußballvereins Schachtar Donezk, der 1995 einem Bombenattentat zum Opfer fiel; eines ihrer Minarette ist nach dem Unternehmer Rinat Achmetow benannt.

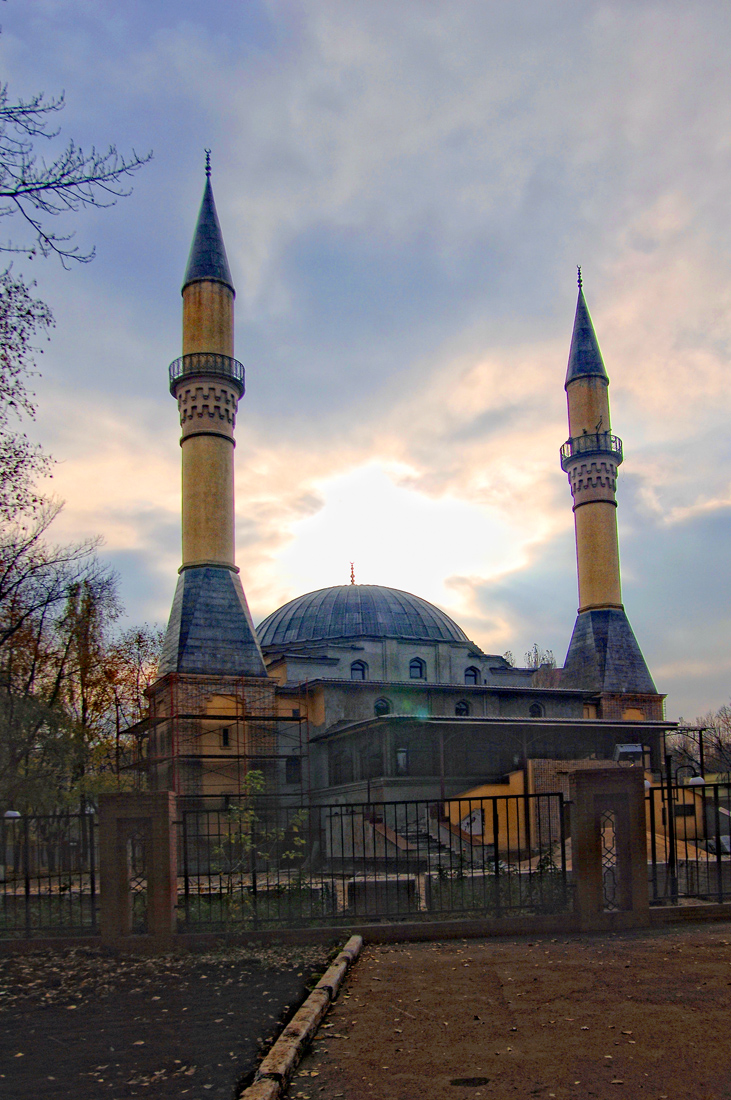
Achat-Dschami-Moschee (Donezk)

## Geschichte
Im Jahr 1993 gründete sich die muslimische Gemeinde „Stern des Propheten“ in Donezk. Ein Jahr später wurde der Grundstein für die erste Moschee in der Region gelegt. Die Pläne für das Gebäude wurden von einer der Istanbuler Moscheen entlehnt.
Der wichtigste Sponsor des Projektes war Achat Bragin. Nach seinem tragischen Tod am 15. Oktober 1995 entschloss man sich, die Moschee nach ihm zu benennen. Ursprünglich sollte das Bauwerk nur ein Minarett bekommen, doch eine Finanzierung durch Rinat Achmetow machte ein zweites möglich, welches schließlich nach ihm benannt wurde. In der ersten Etage befindet sich die Ukrainische Islamische Universität – die erste muslimische Einrichtung für Hochschulbildung in der Ukraine.
Die Moschee und die Islamische Universität wurden offiziell am 3. September 1999 eröffnet.